# Lee Pace
Lee Grinner Pace (ur. 25 marca 1979 w Chickasha) – amerykański aktor. Odtwórca roli Thranduila w trylogii Hobbit i Joego MacMillana w serialu AMC Halt and Catch Fire (2014−2017). Ponadto wystąpił jako postać komiksowa Uniwersum Marvela Ronan Oskarżyciel w Strażnikach Galaktyki (2014) i Kapitan Marvel (2019).
Był nominowany do nagrody Emmy (2008), dwukrotnie do Złotego Globu (2004, 2008) i czterokrotnie do nagrody Satelity (2004, 2007, 2008, 2015).

## Życiorys

### Wczesne lata
Urodził się w Chickasha w Oklahomie jako syn nauczycielki Charlotte (z domu Kloeckler) i inżyniera Jamesa Roya Pace’a. Jego matka była pochodzenia niemieckiego, a ojciec miał korzenie angielskie, szkockie, niemieckie i walijskie. Miał siostrę Sally i młodszego brata Willama. Został wychowany rodzinie katolickiej. Wczesne lata życia spędził na Bliskim Wschodzie, w Arabii Saudyjskiej, gdzie jego ojciec pracował w branży naftowej. Potem jego rodzina zdecydowała się na powrót do Stanów Zjednoczonych; najpierw do Nowego Orleanu, a później do Houston w Teksasie. W Houston Lee stawiał pierwsze kroki w świecie aktorskim. Dla roli w lokalnym teatrze Alley zrezygnował ze studiów. W 1997 ukończył Klein High School w Spring w Teksasie, gdzie uczęszczał też Lyle Lovett, Matt Bomer i Sherry Stringfield. Wkrótce został przyjęty do prestiżowej szkoły teatralnej Juilliard School, którą ukończył 2001 z wyróżnieniem.

### Kariera
Podczas studiów doskonalił swoje umiejętności aktorskie w repertuarze klasycznym. Odgrywał znaczące role, na przykład, Romea w Romeo i Julii, tytułowego króla w Ryszardzie II lub Kasjusza w Juliuszu Cezarze. Po ukończeniu studiów zagrał w uznanym przez krytyków The Credeaux Canvas, a następnie w The Fourth Sister na Off-Broadwayu. W 2004 zagrał w Small Tragedy i za rolę tę był nominowany do Lucille Lortel Award.
Zyskał sławę dzięki roli Calpernii Addams – transseksualisty, który zakochał się w żołnierzu i został brutalnie zamordowany z powodu swojego związku – w dramacie telewizyjnym Showtime Dziewczyna żołnierza (Soldier’s Girl, 2003). Rola ta przyniosła mu Gotham Award i Nagrodę Satelity oraz nominacje do Independent Spirit Awards i Złotego Globu dla najlepszego aktora drugoplanowego w serialu, miniserialu lub filmie telewizyjnym.
Za rolę Neda w serialu ABC Gdzie pachną stokrotki (Pushing Daisies, 2007–2009) był nominowany do Złotego Globu, Primetime Emmy Award i Saturna. Został też uznany za jednego z „Najlepszych aktorów poniżej 30 lat” wg amerykańskiego magazynu „Entertainment Weekly”.
W 2011 trafił na Broadway w roli Bruce’a Nilesa w sztuce Normalne serce u boku Joego Mantello i Ellen Barkin, za którą otrzymał nagrodę Drama Desk.
Grał Joego MacMillana, jedną z głównych postaci serialu AMC Halt and Catch Fire (2014−2017).
23 lutego 2018 w nowojorskim Neil Simon Theatre zagrał Joego Portera Pitta w premierze sztuki Anioły w Ameryce.

## Życie prywatne
Orientacja seksualna Pace’a stała się tematem publicznej dyskusji po tym, jak został ujawniony jako gej przez Iana McKellena, z którym pracował na planie Hobbita w 2012. Ujawnienie nieheteroseksualnej orientacji przez McKellena zostało opisane w prasie jako błąd z jego strony, ponieważ Pace nigdy nie poruszył tego tematu. W czerwcu 2018 w wywiadzie dla „The New York Times” Pace opowiedział o byciu queerowym aktorem; przyznał się do umawiania się zarówno z kobietami jak i z mężczyznami, jednak nie identyfikuje się z żadną konkretną orientacją seksualną. W sierpniu 2022 w wywiadzie dla „GQ” potwierdził, że jest w związku małżeńskim z Matthew Foleyem, dyrektorem firmy Thoma Browne’a.

## Filmografia

### Filmy fabularne
- 2003: Dziewczyna żołnierza (Soldier’s Girl, TV) jako Calpernia Addams
- 2004: Magia Niagary (Wonderfalls) jako Aaron Tyler
- 2005: Biała hrabina (The White Countess) jako Crane
- 2006: Bez skrupułów (Infamous) jako Dick Hickock
- 2006: Dobry agent (The Good Shepherd) jako Richard Hayes
- 2006: Magia uczuć (The Fall) jako Roy / Czarny Bandyta
- 2008: Niezwykły dzień panny Pettigrew (Miss Pettigrew Lives for a Day) jako Michael Pardue
- 2009: Possession (Opętany) jako Roman
- 2009: Samotny mężczyzna (A Single Man) jako Grant
- 2010: Pewnego razu w Rzymie (When in Rome) jako Brady Sacks
- 2010: Marmaduke – pies na fali (Marmaduke) jako Phil Winslow
- 2012: Lincoln jako Fernando Wood
- 2012: Hobbit: Niezwykła podróż (The Hobbit: An Unexpected Journey) jako Thranduil
- 2012: Saga „Zmierzch”: Przed świtem – część 2 (The Twilight Saga: Breaking Dawn − Part 2) jako Garrett
- 2013: Hobbit: Pustkowie Smauga (The Hobbit: Desoltation of the Smaug) jako Thranduil
- 2014: Strażnicy Galaktyki (Guardians of the Galaxy) jako Ronan Oskarżyciel
- 2014: Hobbit: Bitwa Pięciu Armii (The Hobbit: The Battle of the Five Armies) jako Thranduil
- 2017: The Keeping Hours jako Mark
- 2018: Driven jako John DeLorean
- 2019: Kapitan Marvel (Captain Marvel) jako Ronan Oskarżyciel

### seriale TV
- 2002: Prawo i porządek: sekcja specjalna jako Benjamin Tucker
- 2007–2009: Gdzie pachną stokrotki (Pushing Daisies) jako Ned
- 2014–2017: Halt and Catch Fire jako Joe MacMillan
- 2015: Świat według Mindy jako Alex Eakin
- 2015: Robot Chicken jako Heinrich Himmler (głos)
- 2021: Fundacja jako Brat Dzień